# Галерея Фарас
Галерея Фарас або Галерея Фарас імені професора Казімежа Михаловського (пол. Galeria Faras im. Profesora Kazimierza Michałowskiego) — археологічний музей у місті Варшава, присвячений розкопкам і знахідкам у Нубії часів раннього християнства. Галерея є відділком Національного музею Варшави. Названа на честь польського археолога, уродженця Тернополя Казімежа Міхаловського.

## Розкопки у Нубії
Польські археологи отримали дозвіл на проведення розкопок в долині річки Ніл на кордоні Єгипту з Суданом. Патронаж робіт, проведених у період 1961—1964 років, здійснював ЮНЕСКО.
На обстеженій ділянці були знайдені руїни сакральних споруд, надбудованих одна на одну. Їх датували періодом від 7 до 13 століть нашої ери. Обстеження поруйнованих храмів виявило залишки стінописів періоду раннього християнства. Тип храму розцінили як базилікальний. Період раннього християнства недостатньо відомий для західноєвропейської науки через малу збереженість багатьох фактів, свідоме знищення низки джерел діячами християнської церкви, заклопотаними тоді придушенням самостійності релігійних громад, єресей та створенням канонів (тільки чотири канонічних Євангелія і знищення Євангелій інших, декларовних як апокрифи тощо). Аби остаточно увірвати пошуки в цій галузі, були внесені загрозливі написи про заборону внесення нових змін у вже вироблений канон. Нові розкопки могли принести нові факти про період становлення християнства і висвітити приховані чи свідомо знищені сторінки історії, не кажучи вже про можливість знахідок нових творів мистецтва.

## Знахідки і народження нубіології
Знахідки були обнадійливими і різноманітними. Серед них архітектурний декор базиліки (карнизи, різноманітні капітелі, епітафії з написами, залишки фресок релігійного і декоративного характеру, зразки місцевої кераміки тощо).
Підсумкові висновки рятувальної експедиції польських науковців були оприлюднені 1972 року на з'їзді археологів, де також оголосили про заснування науки нубіології.

## Створення нової галереї
Польські науковці працювали в Нубії декілька років (у Банганарті, у Старій Донголі, у районі четвертого порогу Нілу), впродовж котрих накопичилися різноманітні археологічні знахідки. Вони потребували певного музейного приміщення, відповідного музейного збереження та експонування. Перша партія знахідок була перевезена у Варшаву 1962 року. За нею прибули й інші.
Для експонування знахідок була створена галерея, відкрита для глядачів 1972 року. Трохи згодом був створений проект реконструкції галереї. Програму модернізації експозиції розробила Божена Межеєвська, архітектурну частину розробляли Гжегош Ритель та Мирослав Ожеховський. За цією програмою галерея мала лише нагадувати колишню базиліку з відповідним розташуванням колишніх капітелей і фресок на первісних місцях. Частка експонатів не могла бути показаною на первісних місцях, бо це музей (місцева кераміка, надгробкові камені з епітафіями). Головна вісь галереї збігається з колишньою віссю базиліки і закінчується музейним відтворенням абсиди із залишками фресок, колись розташованих там.
Повного відтворення базиліки не могло бути через тривалий період перебудов храму, що тривав з 7 до 13 століть на одному й тому ж місці. Розкопки розкрили навіть найдавніші залишки храму, вибудаваного ще з необпаленої цегли.

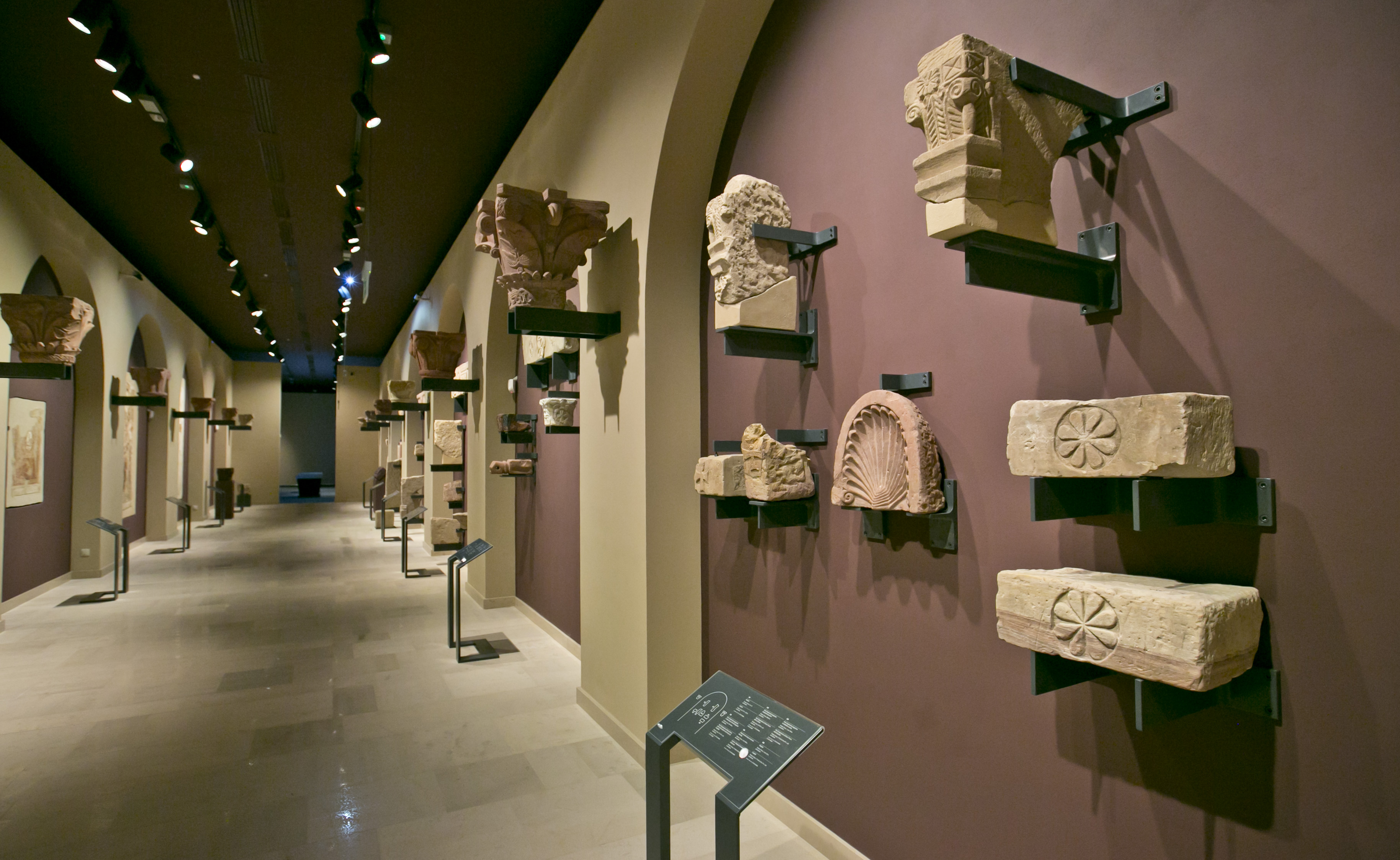
Четверта зала галереї
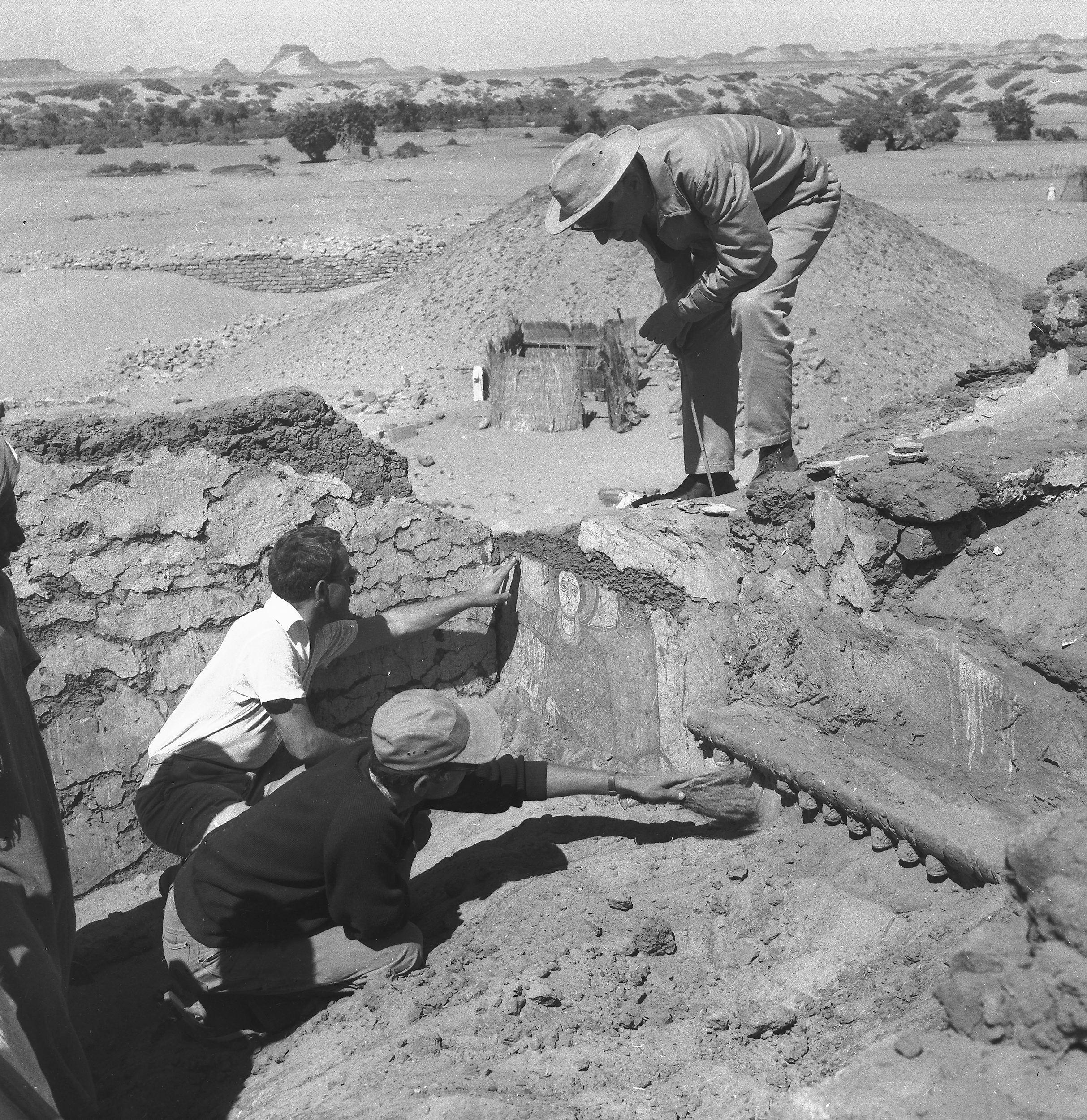
Фотофіксація знімання фрески
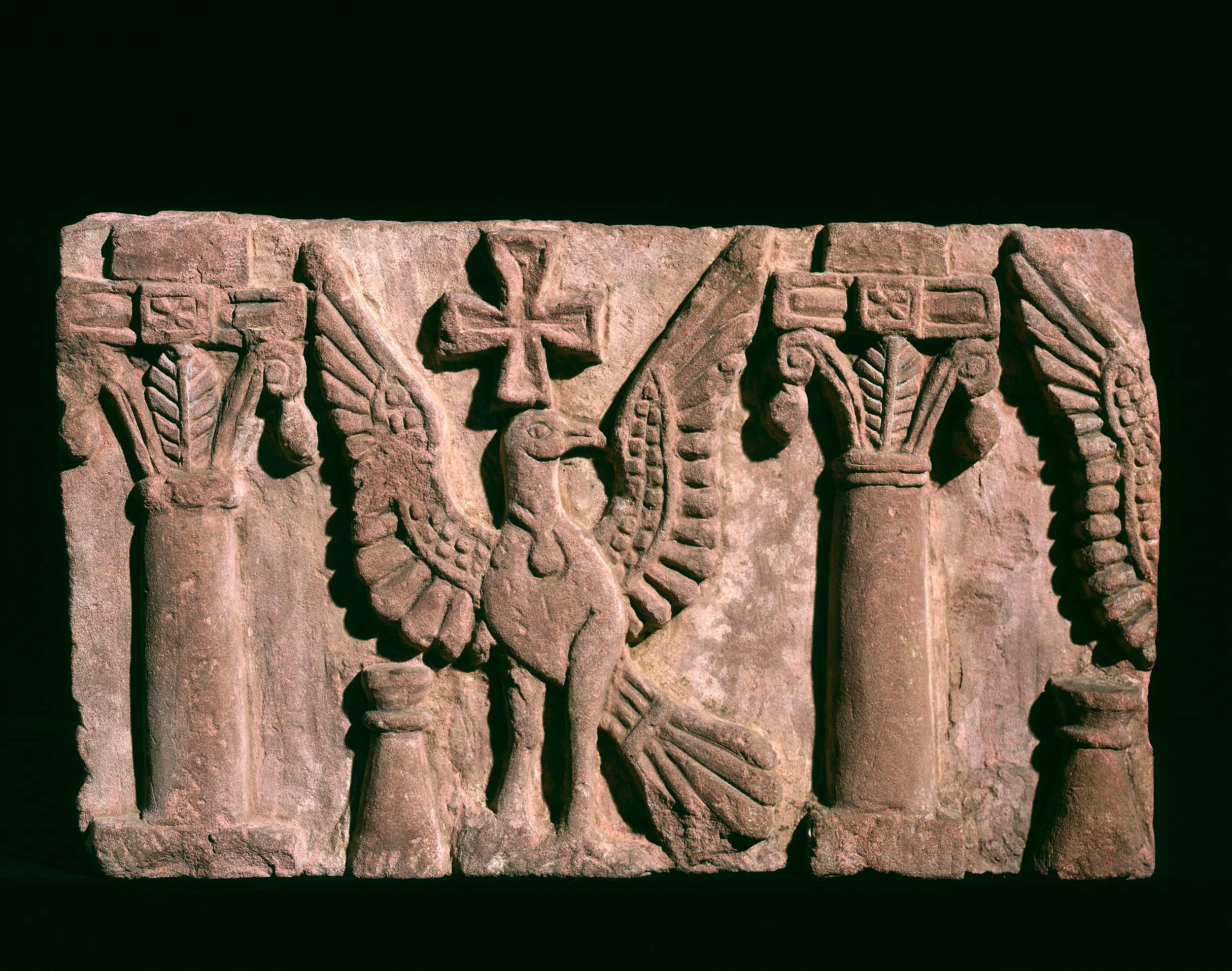
Фрагмент кам'яного фризу з первісної базиліки
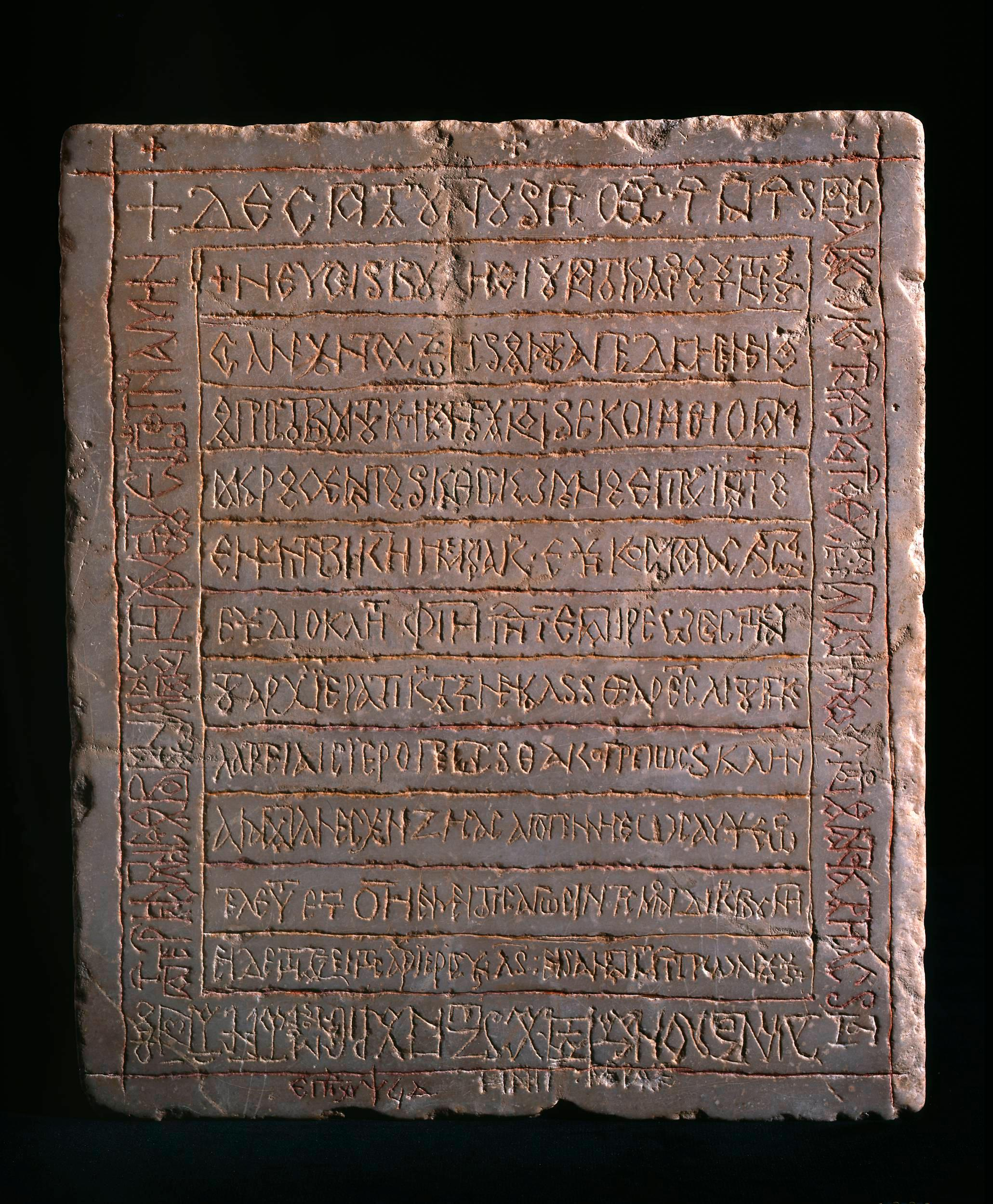
Надгробкова епітафія Ігнатіоса, колишнього єпископа Фараса, датована 802 р. н.е.

## Проект Фарас 3D
На четверту третину 20 століття знахідки у Фарасі виявилися найбільш вартісними серед зроблених польськими науковцями за кордоном. В галереї відтворена мультимедійна виставка з використанням стереоскопічної 3D технології. Тобто створена просторова реконструкція останньої за часом базиліки з її вівтарною частиною, капличками і навами.
Документальний фільм розповідає про первісне розташування фресок та інших археологічних знахідок, про етапи розкопок і артефакти, що перебувають нині у Галереї Фар6аса та передані до Національного музею Судану у місті Хартум. Кіностр6ічка створена Фондом Вищої художньої школи Homo Faber у співпраці з кіностудією Arkadia Film та Національним музеєм Варшави, відділком котрого стала Галерея Фараса. Ініціатор створення кінострічки Владислав Юрков.

## Обрані твори (галерея фото)

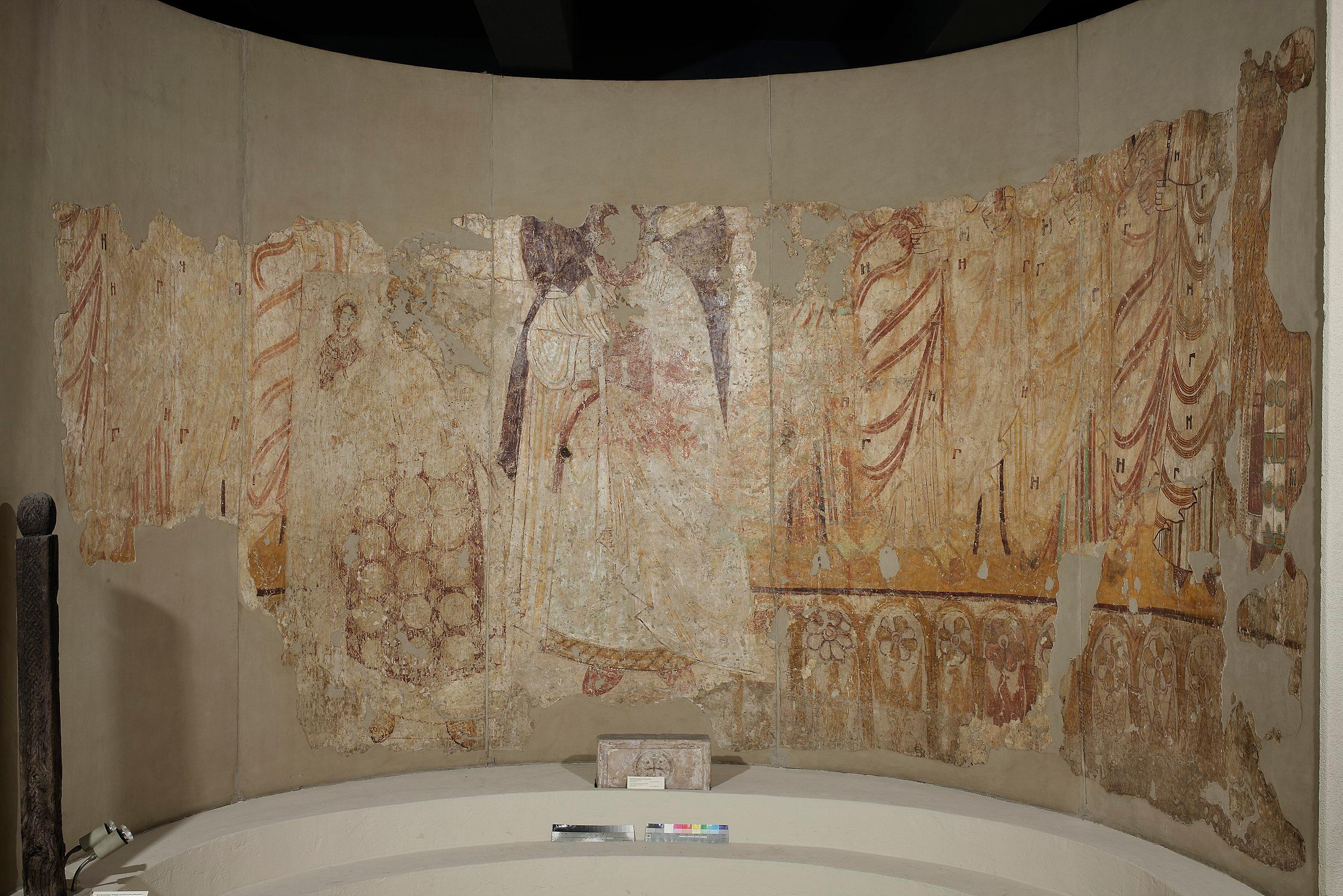
Залишки фрески «́Богородиця і апостоли», 8-13 ст. н. е., Нубія, музейне відтворення абсиди колишньої базиліки

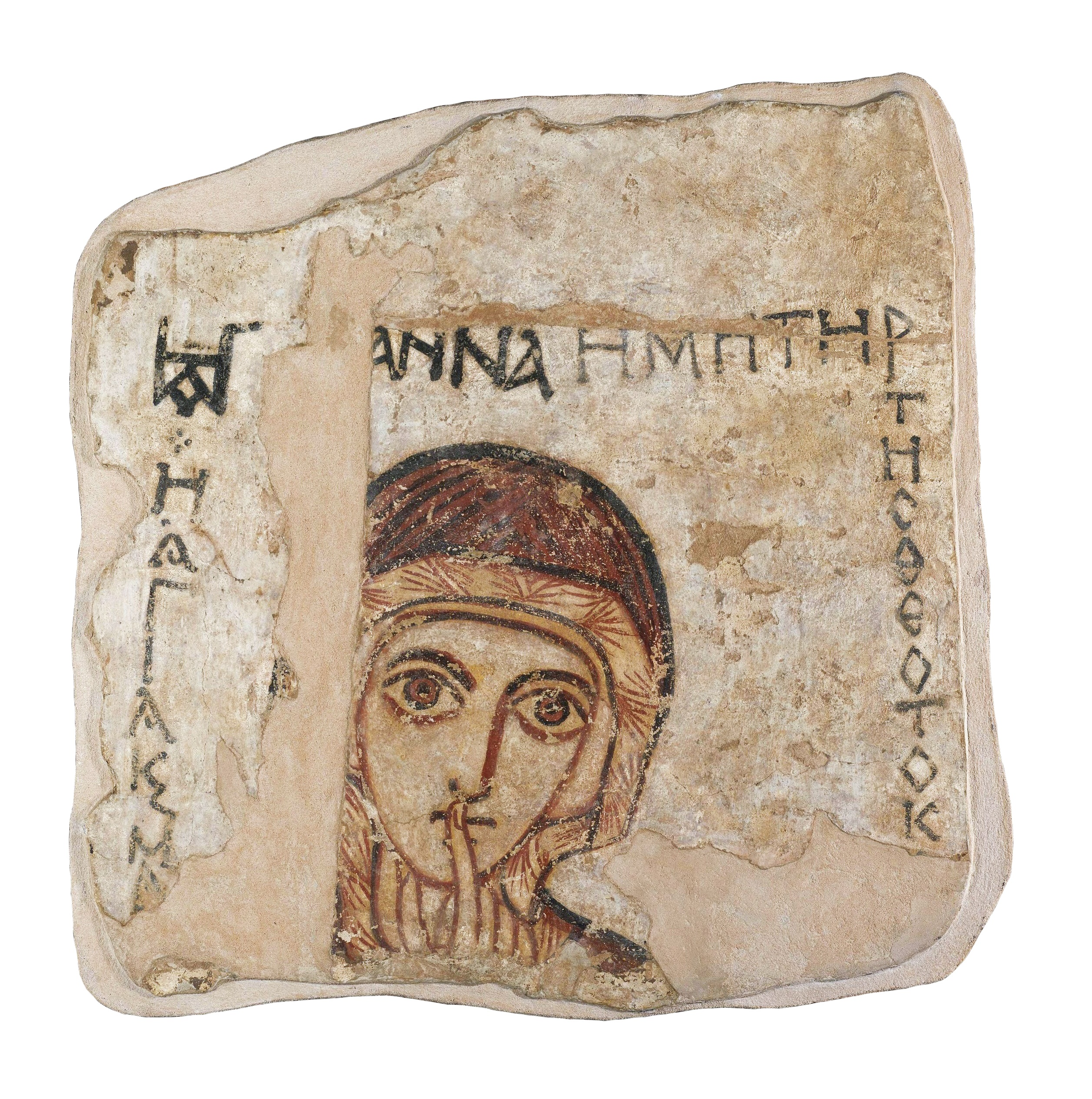
Фреска «Голівка св. Анни», Нубія, Фарас.

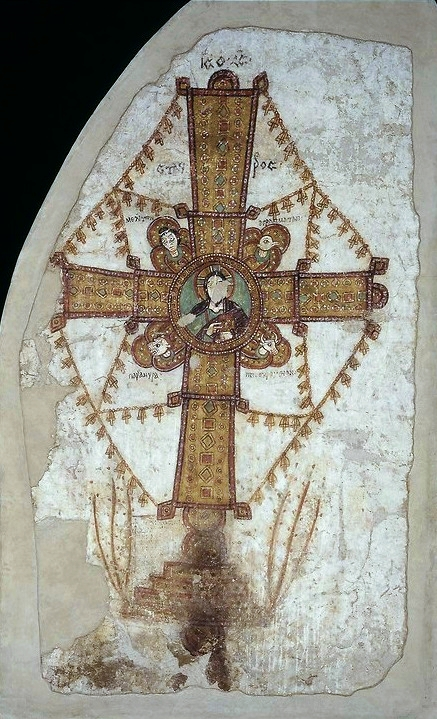
Фреска офірування хреста

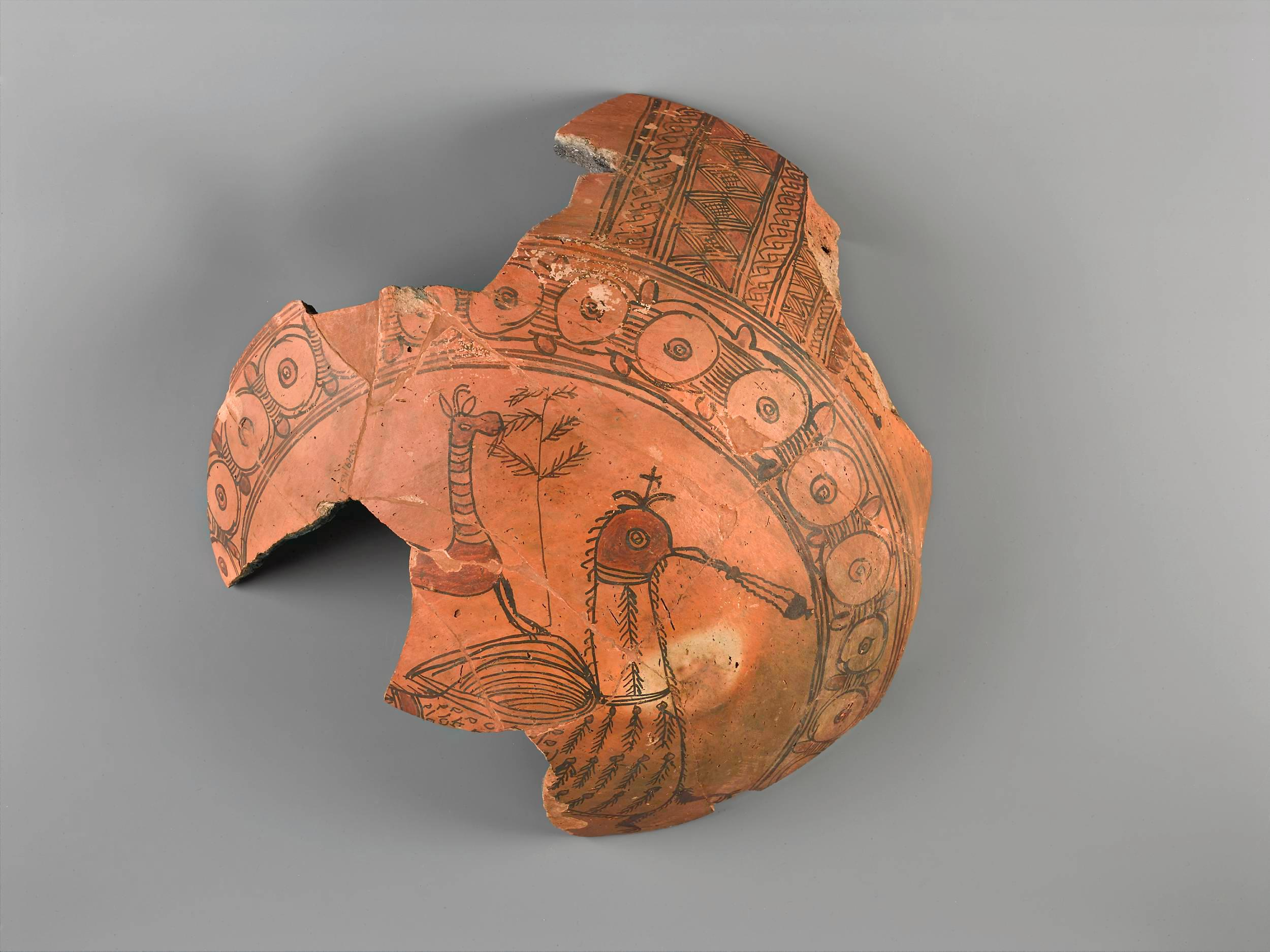
Уламок коптської кераміки
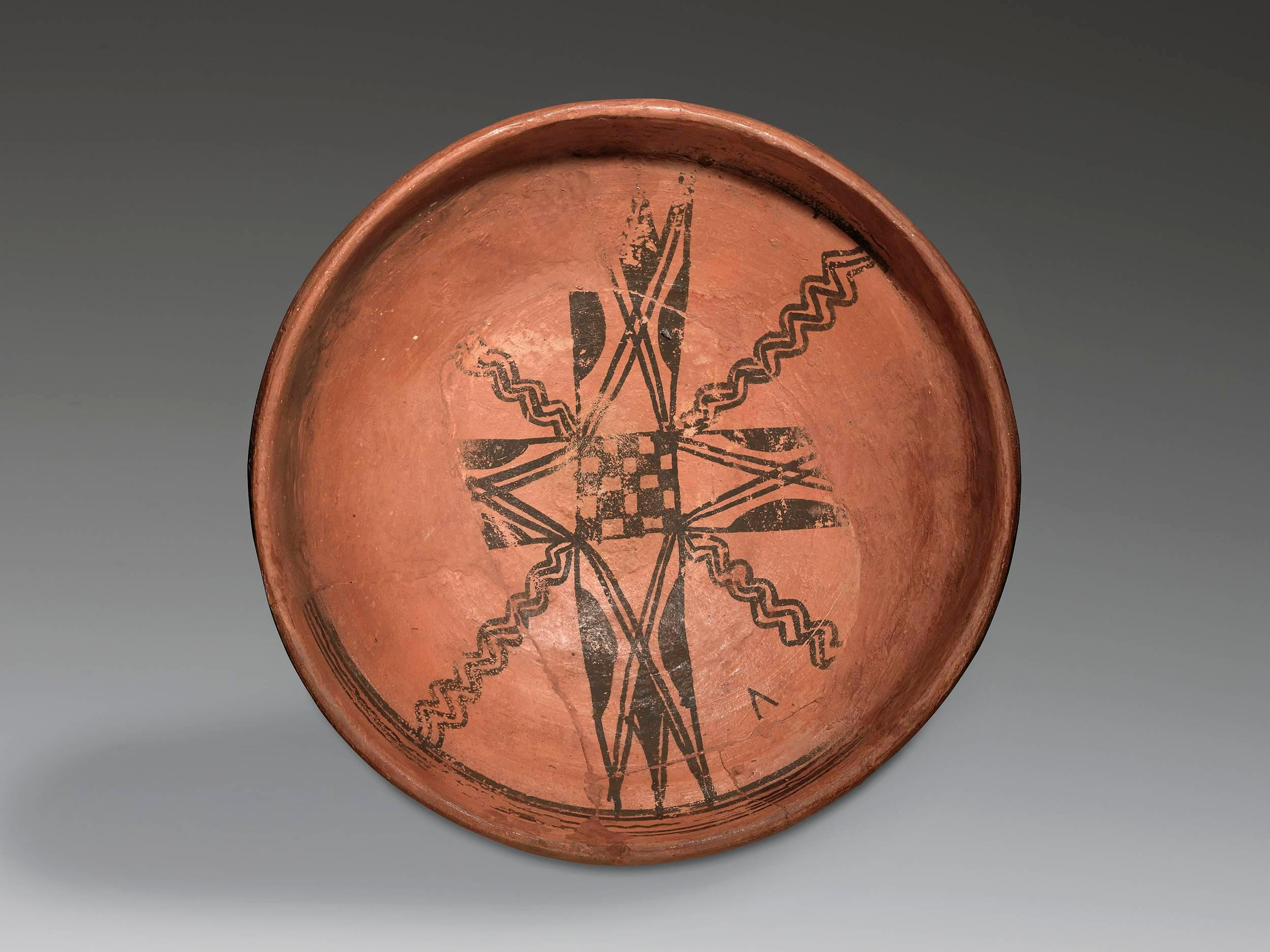
Реставрована таріль, Нубія
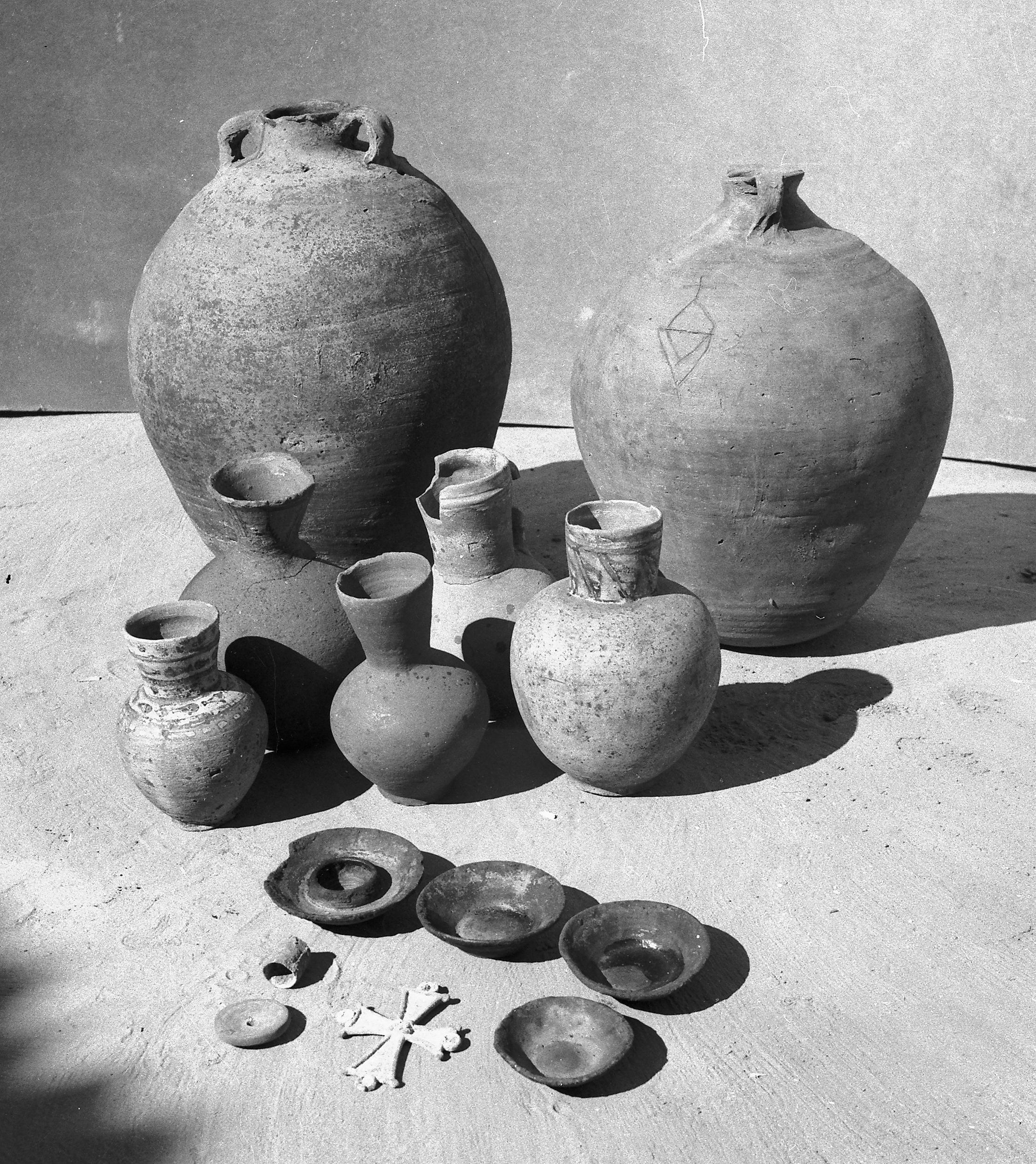
Кераміка, знайдена у Фарасі, Нубія
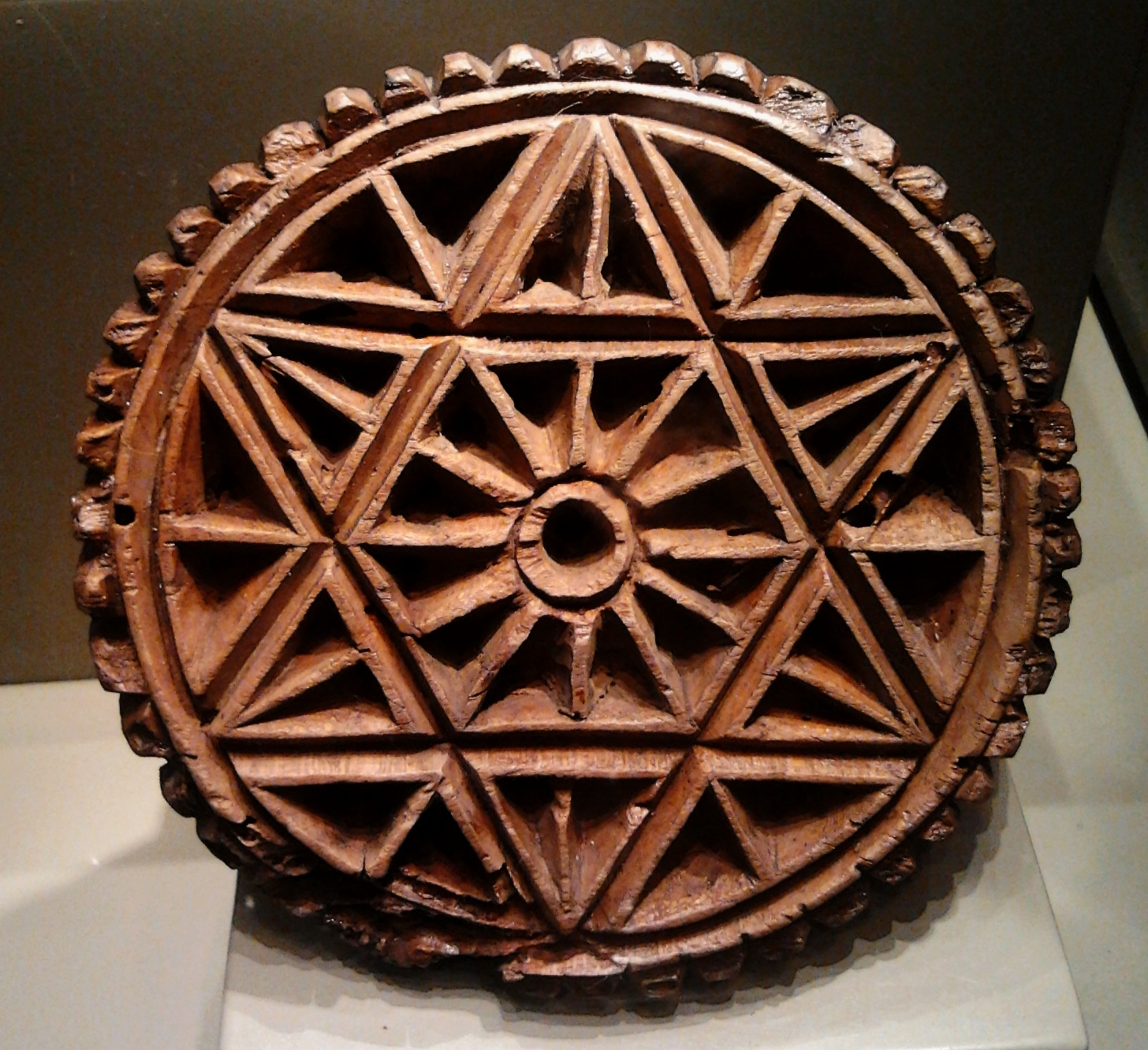
Різьблена з дерева печатка з гексаграмою
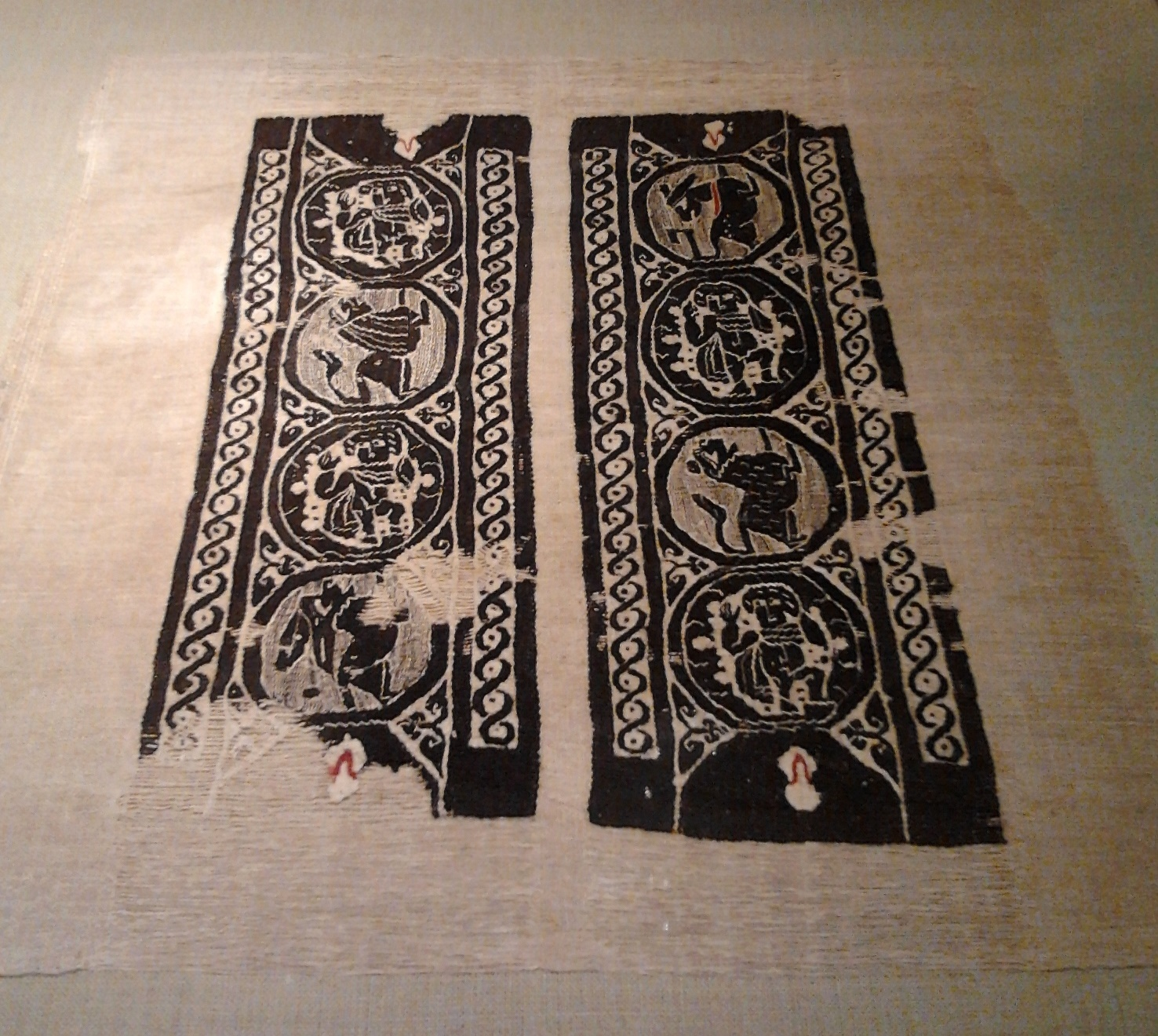
Реставрований коптський текстиль килимового типу
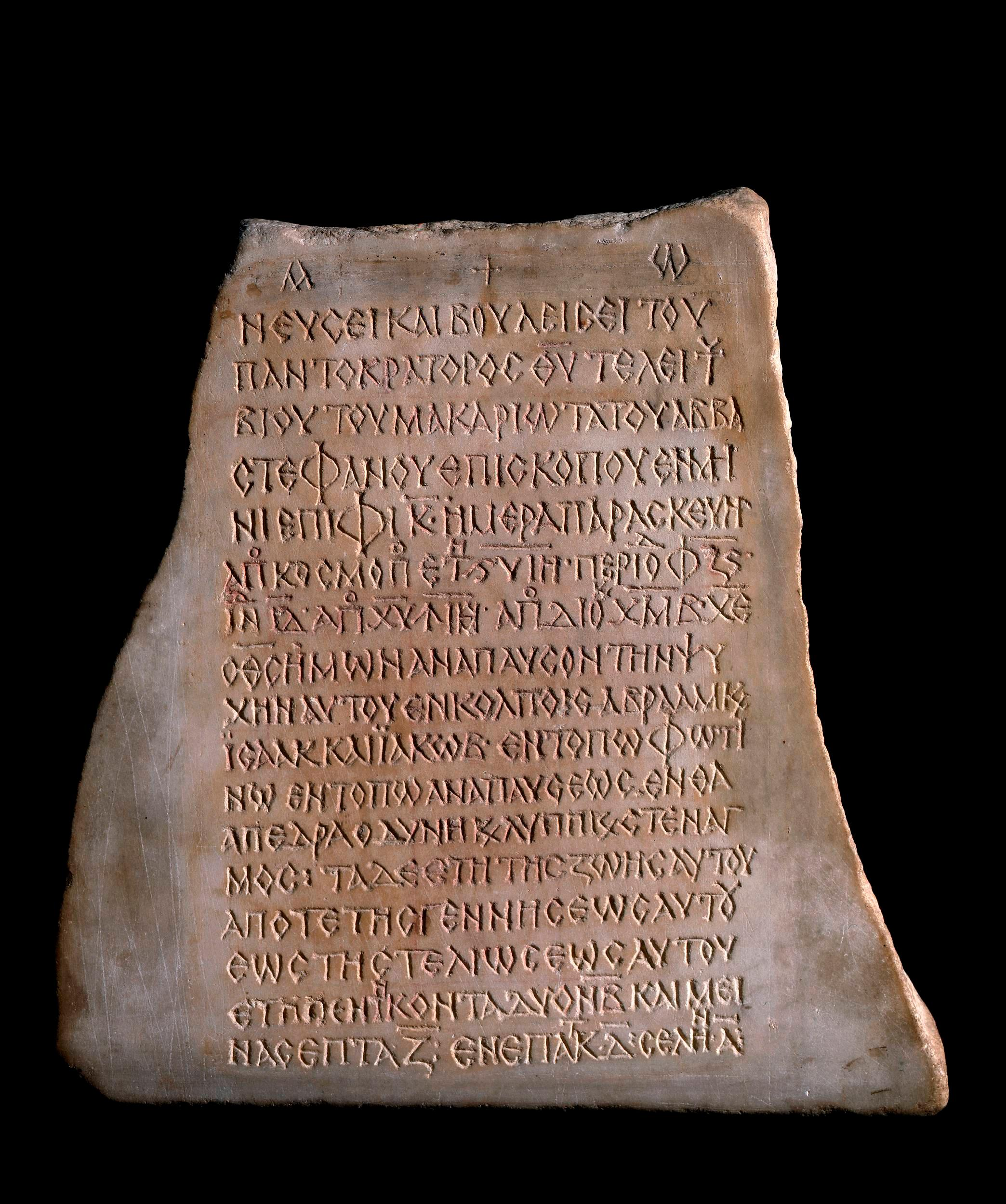
Надгробкова епітафія Стефаноса, єпископа Фараса, 926 р. н.е.
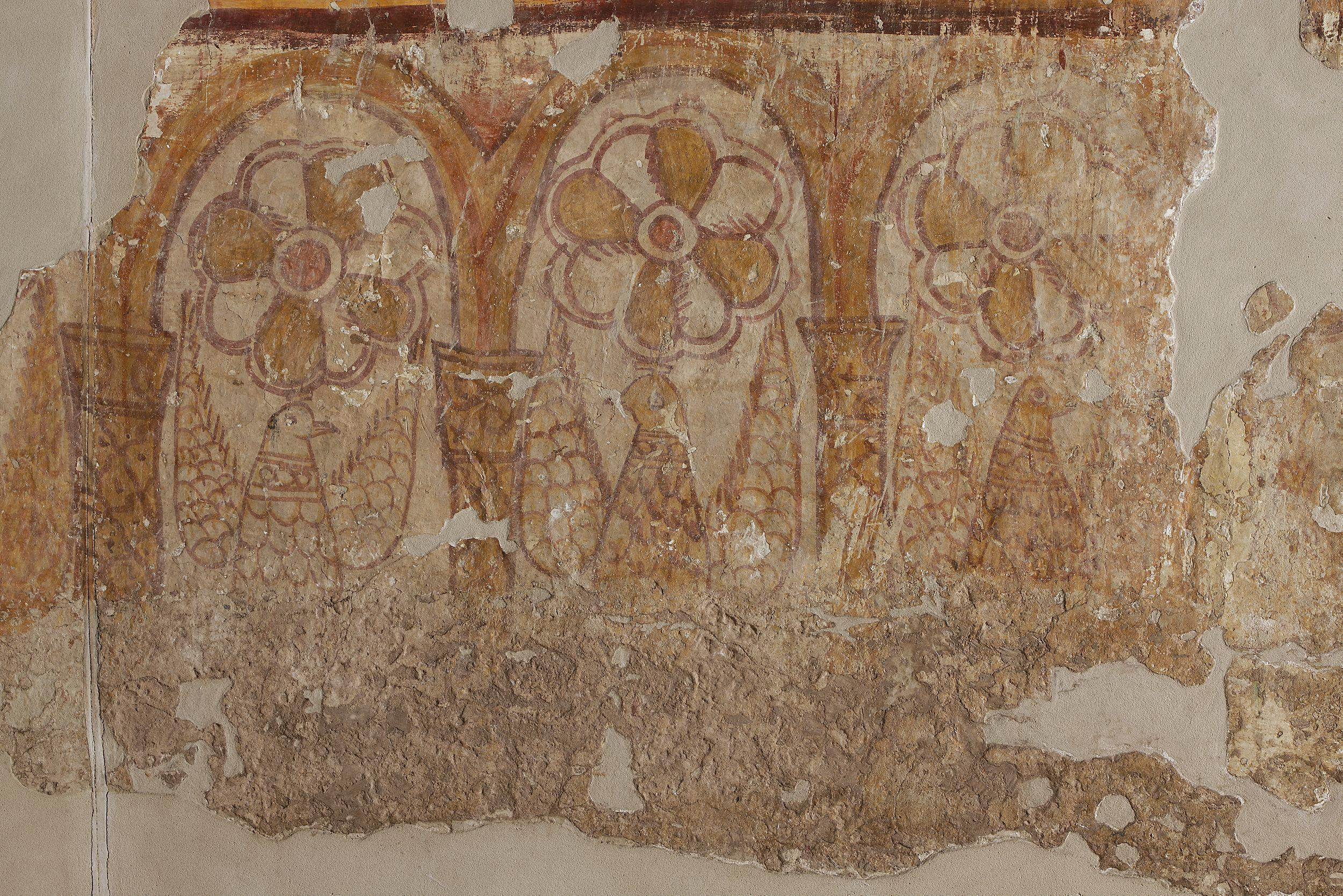
Фрагмент фрескового декору з аркадою і птахами
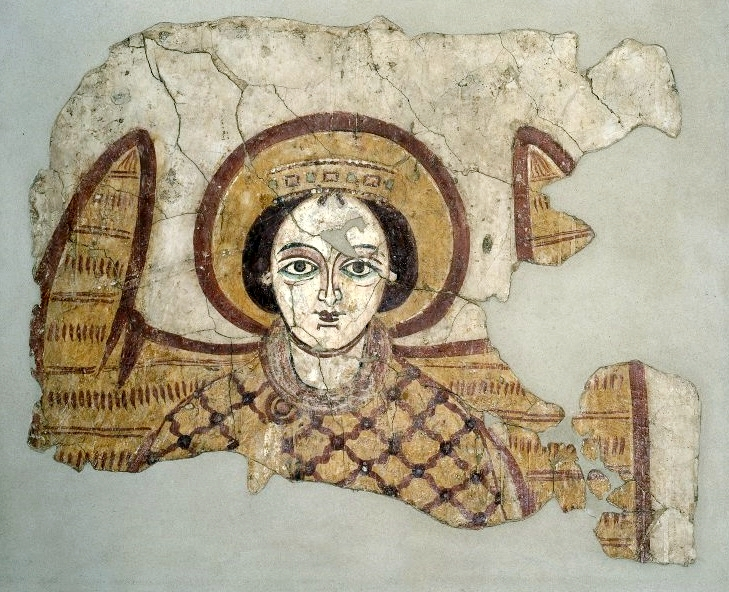
«Архангел Михаїл», верхня частина колишньої фрески, Фарас, Нубія
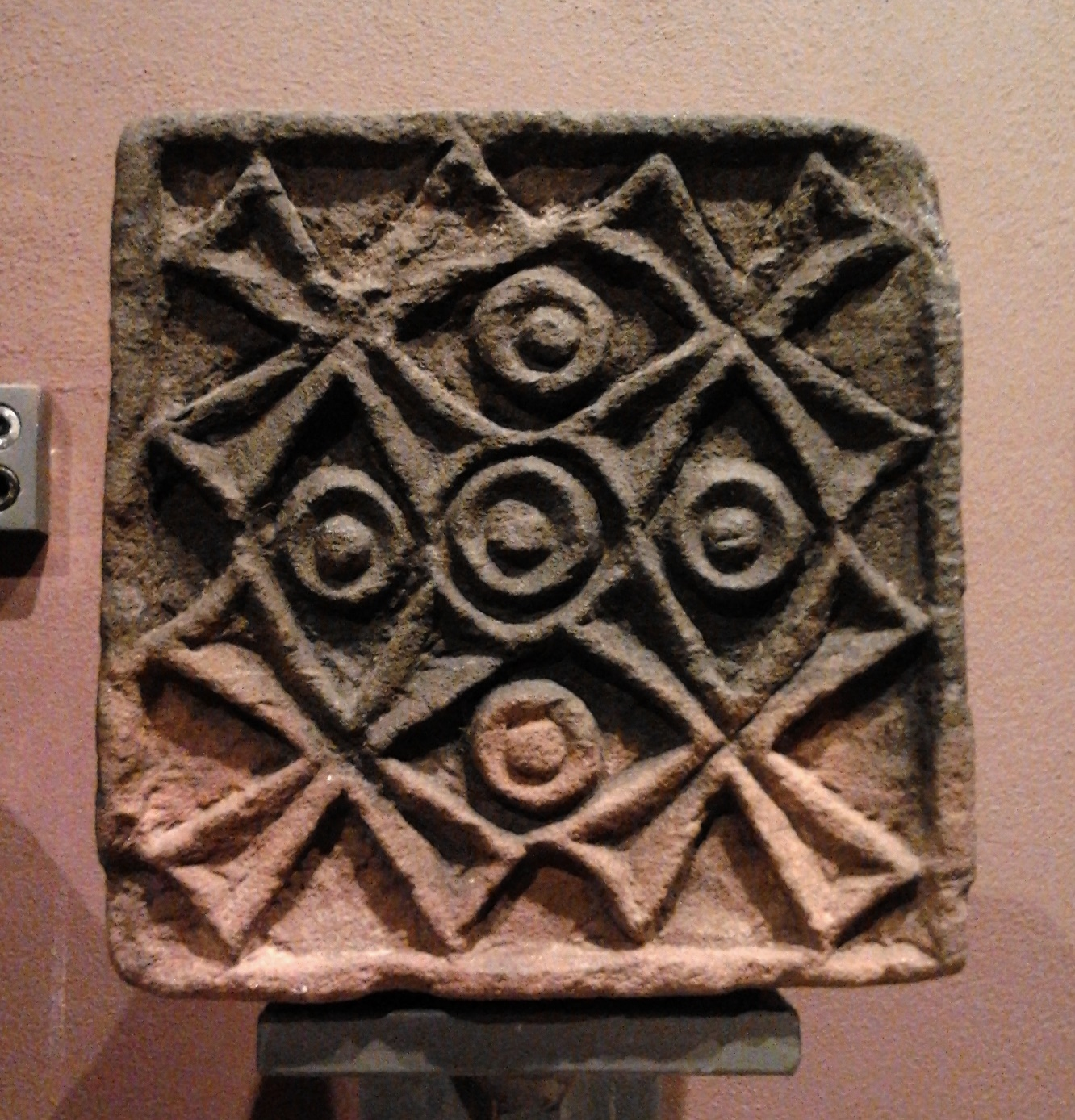
Кам'яна консоль з хрещатим декором